# Indicatifs régionaux 706 et 762

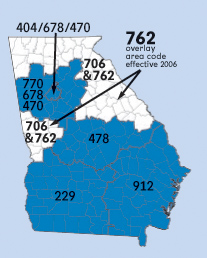
Carte de l'État de Géorgie avec les territoires de ses indicatifs régionaux. Les indicatifs régionaux 706 et 762 sont en blanc.

Les indicatifs régionaux 706 et 762 sont les indicatifs téléphoniques régionaux qui desservent la moitié supérieure de l'État de Géorgie aux États-Unis, à l'exception de la région métropolitaine d'Atlanta.
On peut voir les territoires desservis par les indicatifs régionaux de la Géorgie sur cette carte de la North American Numbering Plan Administration.
Les indicatifs régionaux 706 et 762 font partie du plan de numérotation nord-américain.

## Comtés desservis par les indicatifs
- Banks
- Burke - partiellement
- Chattooga
- Catoosa
- Chattahoochee
- Clarke
- Columbia
- Dade
- Dawson
- Elbert
- Fannin
- Franklin
- Gilmer
- Glascock
- Gordon
- Greene
- Habersham
- Hancock
- Harris
- Hart
- Heard
- Jackson
- Jasper
- Jefferson - partiellement
- Jenkins
- Lincoln
- Lumpkin
- Madison
- McDuffie
- Meriwether
- Morgan
- Murray
- Muscogee
- Oconee
- Oglethorpe
- Putnam
- Rabun
- Richmond
- Stephens
- Talbot
- Taliaferro
- Towns
- Troup
- Union
- Upson - partiellement
- Walker
- Warren
- White
- Whitfield
- Wilkes

## Source
- (en) Cet article est partiellement ou en totalité issu de l’article de Wikipédia en anglais intitulé « Area codes 706 and 762 » (voir la liste des auteurs).